# 南河内橋
南河内橋（みなみかわちばし）は、福岡県北九州市八幡東区の、板櫃川上流の河内貯水池に架かる橋である。

## 歴史
1901年（明治34年）に操業開始した官営八幡製鐵所は、第一次世界大戦後の鉄鋼需要増大のため1917年（大正6年）から第三期拡張工事に着手した。工業用水の確保を図るため、1919年5月に帆柱山系の山間部の板櫃川上流に河内貯水池を着工。製鉄所の工務部土木課長の沼田尚徳が設計・施工の指揮を執り、8年の工期を経て1927年に貯水池が完成した。貯水池の南側の南河内橋は製鉄所技師の沼田と足立元二郎の指導監督のもと，製鉄所技手の西島三郎により設計された。完成時期については、橋名板には「大正十五年十一月」（1926年11月）と記されているが、貯水池の完成時期である1927年3月をもって完成とする場合もある。
沼田は本工事に先立ち、1915年から翌年にかけて、9か月にわたりイギリスやアメリカに視察のため出張した。このときピッツバーグのスミスフィールド・ストリート橋を見学したとみられ、製鉄都市ピッツバーグのランドマークともいえるこの橋に倣った鋼橋を、八幡製鉄所で生産した鉄鋼を用いて自分たちの設計・施工で架けることを目指したことがうかがえる。会計検査院の役人がコストを指摘した際には、沼田はひるむことなく反論した逸話が残る。
2000年に、本橋が設計図10枚とともに北九州市に無償譲渡された。かつては自動車も通行可能であったが、幅員が狭いことに加え橋の保全の意味から、のちに自動車の通行が禁止となり、貯水池を周回するサイクリングロードに組み込まれている。
2000年度（平成12年度）に河内貯水池堰堤及び南河内橋が土木学会選奨土木遺産に選定。2006年12月19日には南河内橋が国の重要文化財に指定された。

## 構造
全長約133m、2スパンで、正立及び倒立の曲弦トラスを上下に組み合わせて紡錘形とした独特の構造である。上弦材には圧縮力、下弦材には引張力が働いており、釣り合いが採れているため、これらの力は橋脚や橋台には伝わらない。上弦のタイドアーチと、下弦の吊橋の性質を併せ持った構造と捉えることができる。
この橋梁形式は、トラスの形状が凸レンズの断面に似ていることからレンティキュラートラス橋と称し、イギリスのストックトン・アンド・ダーリントン鉄道のガウンレス橋が世界初と考えられている。この橋はジョージ・スチーブンソンが設計し、1823年に完成した。19世紀前半のイギリスやドイツで鉄道橋として作られ、アメリカに技術が渡ると道路橋として盛んに建設された。1870年代からの20年ほどでアメリカ国内に300本ほどが架けられたが、その後は衰退した。
一度は廃れたレンティキュラートラス橋であるが、1920年代の日本で技術が甦る。長崎県出身の佐藤三四郎の設計により、1921年に群馬県前橋市の利根川に大渡橋、1922年には同県桐生市の新川に桐生橋がレンティキュラートラス構造で架けられた。しかし大渡橋は1935年の水害、桐生橋は河川の暗渠化で現存せず、南河内橋が日本に現存する唯一のレンティキュラートラス橋となった。2023年に、兵庫県養父市の天滝渓谷遊歩道の「天滝7号橋」が96年ぶりのレンティキュラートラス橋として架け替えられた。